# Дауни (Калифорнија)
Дауни (енгл. Downey) град је у америчкој савезној држави Калифорнија. По попису становништва из 2010. у њему је живело 111.772 становника.

## Демографија
Према попису становништва из 2010. у граду је живело 111.772 становника, што је 4.449 (4,1%) становника више него 2000. године.
|                   | 2010.            | 2000.            |
| Укупно            | 111 772 (100,0%) | 107 323 (100,0%) |
| Хиспаноамериканци | 78 996 (70,68%)  | 62 089 (57,85%)  |
| Белци             | 19 786 (17,70%)  | 30 851 (28,75%)  |
| Азијати           | 7 804 (6,982%)   | 8 308 (7,741%)   |
| Афроамериканци    | 4 329 (3,873%)   | 4 028 (3,753%)   |
| Остали            | 857 (0,767%)     | 2 047 (1,907%)   |

## Партнерски градови
- Alajuela